# Étriac
Étriac ist eine westfranzösische Gemeinde mit 200 Einwohnern (Stand 1. Januar 2022) im Département Charente in der Region Nouvelle-Aquitaine.

## Lage
Étriac liegt etwa 24 Kilometer (Fahrtstrecke) südwestlich von Angoulême in der Kulturlandschaft des Angoumois in einer Höhe von etwa 120 Metern ü. d. M.

## Bevölkerungsentwicklung
| Jahr      | 1962 | 1968 | 1975 | 1982 | 1990 | 1999 | 2006 | 2016 |
| Einwohner | 169  | 162  | 157  | 154  | 175  | 165  | 183  | 202  |

Bis ins ausgehende 19. Jahrhundert hinein schwankte die Einwohnerzahl der Gemeinde zwischen 300 und 400; infolge der Reblauskrise im Weinbau und der Mechanisierung der Landwirtschaft sank die Einwohnerzahl danach kontinuierlich bis auf die Tiefststände der letzten Jahrzehnte ab.

## Wirtschaft
Die Einwohner der Gemeinde lebten jahrhundertelang von der Landwirtschaft; die Böden der Gemeinde gehören zu den Fins Bois des Weinbaugebietes Cognac und so finden sich mehrere Weinfelder in der Umgebung des Ortes. Der Tourismus in Form der Vermietung von Ferienwohnungen trägt ebenfalls seit den 1960er Jahren zu den Einnahmen der Gemeinde bei.

## Geschichte
Das Vorhandensein einer romanischen Kirche ist ein Indiz für die mittelalterliche Existenz des Ortes.

## Sehenswürdigkeiten

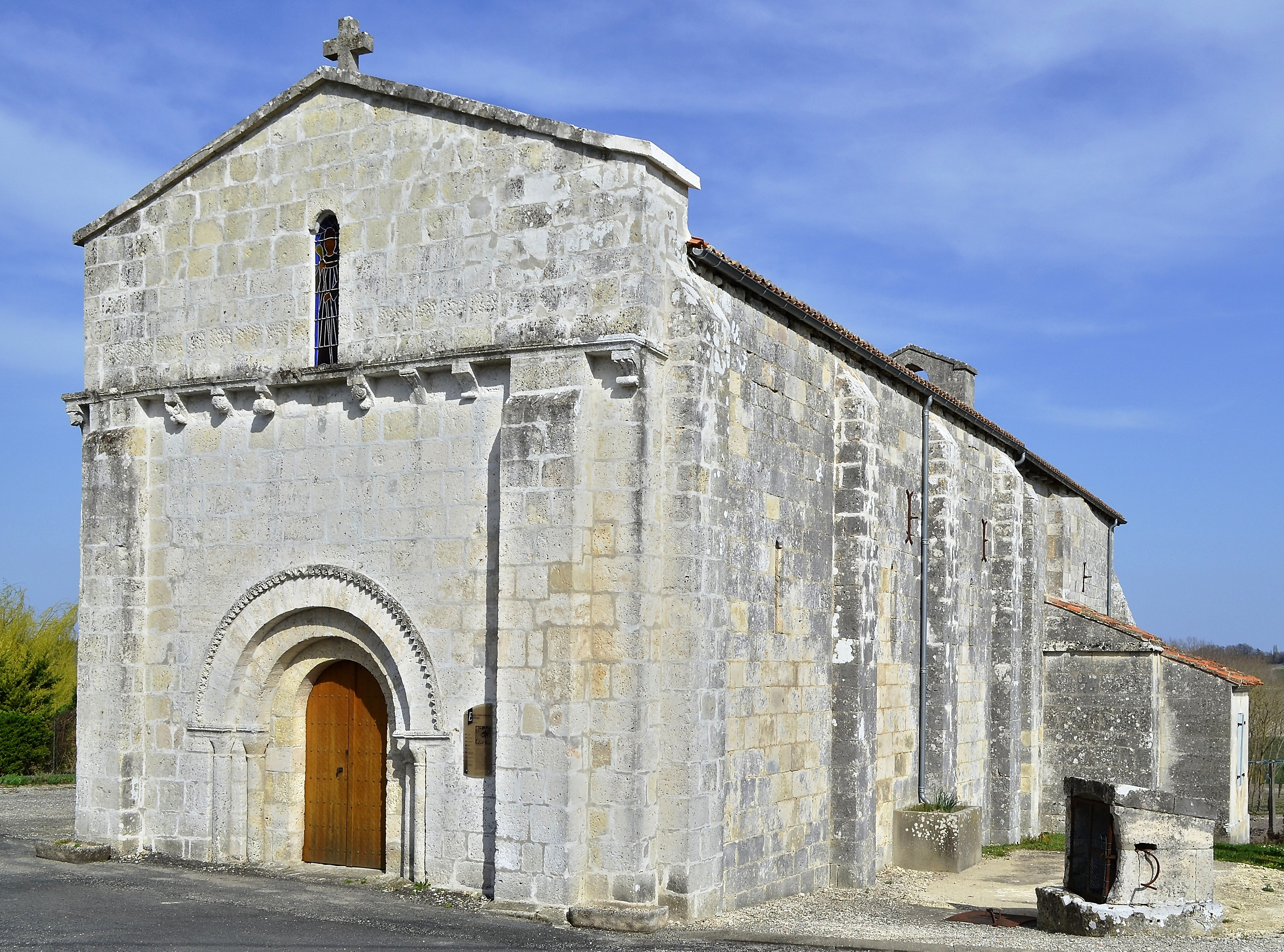
Église Saint-Germain

- Die Pfarrkirche (Église Saint-Germain) ist dem frühen 12. Jahrhundert zuzurechnen; die Apsis wurde im 15. Jahrhundert neugestaltet und erhielt ein spätgotisches Maßwerkfenster. Oberhalb des Übergangs vom Kirchenschiff zum Chorbereich erhebt sich ein kleiner Glockengiebel. Außenwände und Fassade sind durch Strebepfeiler stabilisiert. Das ansonsten schmucklose Archivoltenportal ist verfügt über einen Überfangbogen in Form eines Diamant- oder Sternstabes. Unterhalb des Giebelfeldes mit einem ungerahmten Fenster verläuft ein Konsolenfries. Das Kirchenschiff sollte ursprünglich eingewölbt werden; heute hat es lediglich eine Flachdecke. Ein figürliches Kapitell zeigt den Kampf einer Frau(?) gegen einen Drachen. Die Kirche ist seit dem Jahr 1965 als Monument historique[1] anerkannt.
- Von einem spätmittelalterlichen Landsitz (logis) ist nur noch ein Rundturm erhalten. Die übrigen Bauteile wurden im 19. Jahrhundert modernisiert.